# Nautilocalyx antioquensis
Nautilocalyx antioquensis är en tvåhjärtbladig växtart som beskrevs av Wiehler. Nautilocalyx antioquensis ingår i släktet Nautilocalyx och familjen Gesneriaceae. Inga underarter finns listade i Catalogue of Life.